# Carl Heinrich Hainchelin
Carl Heinrich Hainchelin (* 9. August 1773 in Berlin; † 31. Oktober 1842 ebenda), auch Charles Henri Hainchelin, war preußischer Geheimer expedierender Sekretär im preußischen Fabriken-Departement und Kriegsrat in mehreren Ministerien in Berlin.

Pastellgemälde des Carl Heinrich Hainchelin

Pastellgemälde der Anna Christiane (Nanni) Hainchelin geb. Leidemit

## Leben und Wirken

### Abstammung
Carl Heinrich Hainchelin wurde geboren als Sohn des preußischen Finanzrates Pierre Jérémie Hainchelin (1727–1787) und seiner Ehefrau Hedwig Charlotte Kühn (1739–1817), der Tochter des preußischen Konsuls und Kommerzienrats in St. Petersburg Kriegsrat Ulrich Kühn (Konsul) (1693–1757). Sein Urgroßvater Claude Hainchelin (1643–1714) war nach Aufhebung des Edicts von Nantes wegen der Verfolgung der Hugenotten in Frankreich im Jahre 1685 als einer der ersten Hugenotten nach Berlin ausgewandert. Die Familie der Großmutter Rachel geb. Jassoy (1689–1761) war damals ebenfalls aus Frankreich ausgewandert. Die Familie gehörte der Französischen Kolonie in Berlin an.
Verwandtschaftliche Beziehungen bestanden auch zu Nikolaus von Béguelin, dem Erzieher des preußischen Thronfolgers und späteren Königs Friedrich Wilhelm II sowie Direktor der Philosophischen Klasse der Königlich-Preußischen Akademie der Wissenschaften in Berlin. Dieser hatte 1761 Marie-Catharine Pelloutier (1733–1794) geheiratet, die Tochter des Kaufmanns Jean-Barthélémy Pelloutier und seiner Ehefrau Charlotte Jassoy (1700–1773), einer Tochter des Juweliers Pierre Jassoy (1658–1714); deren Schwester Rachel Jassoy war die Ehefrau von Claude Hainchelin.

### Geschwister
Aus der Ehe Hainchelin/Kühn sind neben Carl Heinrich Hainchelin folgende Kinder hervorgegangen:
- Elisabeth Charlotte Amélie „Lisette“ Hainchelin (1765–1815), Bildnismalerin und Kopistin (Pastell), Schülerin des Malers Daniel Chodowiecki in der Zeit von 1785 bis 1791. Danach heiratete sie 1792 Johann Gottlieb Klaatsch (1794–1834), kgl. Preuß. Geheimer Kriegsrat und General-Rendant bei der Akzise-Verwaltung, später Geheimer Oberfinanzrat.[2][3]

- Anna Henriette „Nanette“ Hainchelin (gest. 1807[4]) heiratete den Kriegsrat beim Finanzministerium Ludwig Gentz (1768–1827[5]), jüngerer Bruder des Architekten und preußischen Baubeamten Heinrich Gentz (1766–1811) und des Publizisten und Politikers Friedrich (von) Gentz (1764–1832). Alle drei sind Söhne des Berliner Generalmünzdirektors Johann Friedrich Gentz aus Breslau.
- Johann George Hainchelin (1770–1791), besuchte ab 1781 das Joachimsthalsches Gymnasium in Berlin und war später als Geh. Sekretär tätig. Er starb früh.
- Maria Ulrike „Manon“ Hainchelin (1771– ca. 1846[6]) heiratete 1799 den Baumeister in Preußen Friedrich David Gilly (1772–1800) und nach dessen Tod 1804 dessen Jugendfreund, den Altertumsforscher und Dramatiker Konrad Levezow (1770–1835).

### Ehe
Carl Heinrich Hainchelin war verheiratet mit Anna Christiane (Nanni) Leidemit (1782–1850), einer Tochter des in England als Apotheker tätigen und aus Brandenburg an der Havel stammenden Arztes und Apothekers Dr. med. August Friedrich Leidemit(h). Leidemit ist auf einer Reise nach England verschollen. Die Mutter und die Töchter Dorothy Henriette (* 1781) und Nanni lebten seitdem in ärmlichen Verhältnissen. Die Prinzessin Auguste von Preußen (1780–1841) war mit Nanni befreundet.

### Abkömmlinge
Aus der Ehe entstammten die Kinder
- Auguste Hainchelin (1804–?) heiratete 1835 den Theologen Dr. theol August Ferdinand Ribbeck, (1792–1847), von 1838 bis 1845 Rektor des Gymnasiums zum Grauen Kloster in Berlin.[7]
- Louise Hainchelin (1806–1875).[8] Sie heiratete im Jahre 1831 den königlichen Justizrat Carl Ernst Eduard Moritz Sattig (1804–1884) heiratete, den Sohn von Carl Leopold Gottfried Sattig und Caroline Wilhelmine Auguste Sattig geb. Cramer. Diese war Schwester der Salonnière Amalie von Béguelin geb. Cramer (1778–1848), die mit dem Sohn von Nikolaus von Béguelin, dem Finanzrat Heinrich Huldreich Peter von Béguelin (1765–1818), in zweiter Ehe verheiratet war. Damit kam es erneut zu einer ehelichen Verbindung zwischen Familienmitgliedern der Familien de Beguelin und Hainchelin.

### Jugend und Ausbildung
Über Carl Hainchelins Jugend und Ausbildung ist wenig bekannt. Sein Vater starb 1787, als Carl erst 14 Jahre alt war. Er kam aber schon früh mit bedeutenden Personen in Kontakt.
Sein Vater hatte ab 1775 im Obergeschoss des Hauses in Berlin Leipziger Straße 45 die Räume an die Freimaurerloge „Zur Verschwiegenheit“ vermietet. Die Vermietung erfolgte bis 1796. Es ist anzunehmen, dass die Familie persönlichen Kontakt mit den Mitgliedern der Loge hatte.
Im Hause wohnte auch der spätere Baumeister Friedrich David Gilly (1772–1800), dessen Vater David Gilly mit dem Vater Hainchelin befreundet war. Dieser hatte ihn in sein Haus aufgenommen, als er mit 16 Jahren nach Berlin kam. Gilly verlobte sich heimlich mit der Tochter Maria Ulrike „Manon“ Hainchelin, die er aber erst 1799 heiratete, als er eine gesicherte Lebensstellung hatte.
Im Hause Hainchelin traf sich Anfang der 1790er Jahre ein Damentee, auch „Kränzchen“ genannt. Die Damen versammelten sich jeden Dienstag abwechselnd bei der „Demoiselle“ Elisabeth Charlotte Amélie (Lisette) Hainchelin (1765–1815), einmal bei der Salonnière Madame Henriette Herz, einmal bei der Kriegsrätin Eichmann und einmal bei Mademoiselle Henriette Dietrich. Zu diesem Tee wurden junge Männer ein für allemal geladen: der Philologe Georg Ludwig Spalding (1762–1811), der preußische Gelehrte, Staatsmann und Schriftsteller Wilhelm von Humboldt (1767–1835), Graf Dohna, der spätere preußische Staatsmann, Philosoph und der Erzieher des späteren Königs Friedrich Wilhelm IV. von Preußen Johann Peter Friedrich Ancillon (1767–1837) sowie Friedrich von Gentz (1764–1832), ein Bruder des späteren Baumeisters Johann Heinrich Gentz, der mit Anna Henriette Hainchelin verheiratet und später zusammen mit Carl Hainchelin in der General-Ober-Finanz-Kriegs- und Domainen-Direktorium beschäftigt war. Jede Gastgeberin konnte aber zusätzlich einladen, wen sie wollte.
Der spätere Theologe Friedrich Schleiermacher (1768–1834) verkehrte ebenfalls in dem Haus und erwähnt 1800 in einem Brief an seine Schwester die beiden Töchter Hainchelin, insbesondere Nanette, über die er in einem vorherigen Brief mit großer Zuneigung gesprochen hatte. Er bemerkte weiter, dass die beiden Schwestern einen „sehr liebenswürdigen Menschen“ als Bruder hatten, der mit ihm und seinem Jugendfreund Wenzel zugleich in Halle studiert hatte und der vertrauteste Freund war. Weiter erwähnt er die Braut des jüngsten Hainchelins, „ein liebliches Mädchen“ und „eine halbe Engländerin“. In einem Album Amicorum des späteren Kriegsrates und Hauptrendanten bei dem General-Ober-Finanz-Kriegs- und Domainen-Direktorium Georg Friedrich Schmiedicke befindet sich auf S. 55 eine Eintragung von Hainchelin vom 12. April 1794, in der er sich als Kandidat der Rechte bezeichnet.

### Berufliche Tätigkeit
Unter dem Minister Carl August von Struensee wurde er im Jahre 1798 (also im Alter von 25 Jahren) als Geh. Expedierender Sekretär im General-Ober-Finanz-Kriegs- und Domainen-Direktorium genannt. Dies war zwischen 1723 und 1808 die preußische zentrale Behörde für die Innen- und Finanzverwaltung. Sein Vetter, der damalige Geheime Kriegsrat v. Beguelin war dort ebenfalls beschäftigt.
Im Juli 1803 erhielt er das Prädikat Kriegsrat. Sein Minister von Struensee unternahm vom 24. Juli bis zum 27. August 1800 eine Reise nach Westfalen, deren Hauptzweck die Inspizierung der Salinen im Neuen Salzwerk bei Minden und Königsborn war. Sein Augenmerk galt außerdem dem Salzhandel und den westfälischen „Fabriquen“. Begleitet wurde er u. a. von dem Sekretär Hainchelin.
Im Jahre 1806 ist er als Kriegsrat im Commerz- und Fabrikendepartment, im Accise- und Zoll-Departement für die Salzangelegenheiten und im Combinierten Fabriken- und Commercial- wie auch Accise- und Zoll-Department beschäftigt. Sein Vetter de Beguelin war dort ebenfalls in höherer Stellung tätig.
Welche Funktion Hainchelin während der Befreiungskriege ausgeübt hat, ist nicht bekannt. Es findet sich nur eine Notiz vom 19. April 1813, also vor der endgültigen Besiegung Napoleons in der Völkerschlacht bei Leipzig im Oktober 1813, dass der Kriegsrat Hainchelin aus Paris kommend in Berlin eingetroffen war.
Im Jahre 1818 ist er nach der Reform der staatlichen Verwaltung im Ministerium des Handels, der Gewerbe und des gesamten Bauwesens unter dem Finanzminister Hans Graf von Bülow tätig.
Später war er als Kriegsrat im Sekretariat für die Handels-, Gewerbe- und Bausachen in der Ober-Berghauptmannschaft für die Verwaltung des gesamten Bergwerks-, Hütten und Salinenwesens im Ministerium des Innern für Handels- und Gewerbe-Angelegenheiten unter dem Minister Friedrich von Schuckmann beschäftigt.
Danach wird er im Handbuch 1841 als Kriegsrat mit dem Roten Adlerorden 4. Klasse in der Abteilung für Handel, Gewerbe und Bauwesen im Finanzministerium unter dem Minister Albrecht von Alvensleben genannt.

### Private Tätigkeit
Hainchelin trat im Jahre 1810 als Mitglied mit der Mitgliedsnummer 25 der 1809 gegründeten Gesetzlosen Gesellschaft zu Berlin bei, die sich als „Trägerin der Tradition, der Kultur und der Wissenschaft“ verstand und die noch heute besteht. Mitglied mit der Nummer 23 war sein Schwager Heinrich Gentz (1766–1811).
Auch war er unter der Mitgliedsnummer 39 Mitglied in dem 1803 gegründeten Schachclub von 1803 (SC). Zu den Mitgliedern (Nr. 74) gehörte auch sein Schwager Heinrich Gentz.